# Roman Kirejev
Roman Nikolajevitsj Kirejev (Russisch: Роман Николаевич Киреев) (Petropavl, 14 februari 1987) is een Kazachs voormalig wielrenner die prof was van 2007 tot augustus 2011. Wegens rugklachten moest hij zijn wielercarrière noodgedwongen vroegtijdig beëindigen.

## Overwinningen
2006
 Kazachs kampioen op de weg, Beloften

## Resultaten in voornaamste wedstrijden
| Jaar | Ronde van Italië | Ronde van Frankrijk | Ronde van Spanje |
| ---- | ---------------- | ------------------- | ---------------- |
| 2008 |                  |                     |                  |
| 2009 |                  |                     |                  |
| 2010 | 87e              |                     |                  |

| Jaar | Ronde van Lombardije |
| ---- | -------------------- |
| 2008 | 86e                  |
| 2009 | opgave               |
| 2010 |                      |

Bazajev ·
Brajkovič ·
Colom ·
Contador ·
de Kort ·
Frei ·
Goesev (tot 31/07) ·
Haselbacher ·
Horner ·
Iglinski ·
Ivanov ·
Jakovlev ·
Joachim · 
Kemps · 
Kirejev ·
Klöden ·  
Köpeşov ·
Leipheimer ·
Mazet · 
Mizoerov ·  
Morabito ·
Moeravjov · 
Navarro ·
Noval ·
Paulinho ·
Rast ·
Rubiera ·  
Schär · 
Vaitkus ·
Zejts
Armstrong ·
Bazajev ·
Brajkovič ·
Contador ·
Dmitriev ·
Dyaçenko ·
Hernández ·
Horner ·
Iglinski · 
Kirejev ·
Klöden ·  
Köpeşov ·
Leipheimer ·  
Morabito ·
Moeravjov · 
Navarro ·
Noval ·
Paulinho ·
Popovytsj ·
Raimbekov ·
Rast ·
Renev ·
Rubiera ·  
Schär · 
Vaitkus ·
Vinokoerov ·
Yoandri ·
Zejts ·
Zubeldia
Bazajev ·
Contador ·
A. Davis ·
S. Davis ·
de la Fuente ·
Dmitriev ·
Dyaçenko ·
Fofonov ·
Gasparotto ·
Goerov ·
Hernández ·
Hryvko ·
M. Iglinski · 
V. Iglinski ·
Jufré ·
Kirejev ·
Navarro ·
Nepomnyaşşïy ·
Noval ·
Pereiro ·
Raimbekov ·
Renev ·
Selvaggi ·
Štangelj ·  
Tiralongo · 
Vinokoerov ·
Zejts
Bazajev ·
Clarke ·
Davis ·
Di Grégorio ·
Dyaçenko ·
Fofonov ·
Gasparotto ·
Hryvko ·
M. Iglinski · 
V. Iglinski ·
Jufré ·
Kangert ·
Kasjetsjkin ·
Kessiakoff ·
Kirejev (tot 15/08) ·
Kišerlovski ·
Kreuziger ·
Lorenzetto ·
Masciarelli ·
Mizoerov ·
Nepomnyaşşïy ·
Petrov ·
Renev ·
Štangelj ·  
Tiralongo · 
Vaitkus ·
Vinokoerov ·
Zejts ·
Groezdev (stagiair) ·
Joemabekov (stagiair) ·
Sjoetsjemojin (stagiair) ·
Tlewbajev (stagiair)